# Torresandino
Torresandino est une commune d'Espagne dans la communauté autonome de Castille-et-León, province de Burgos. Elle s'étend sur 93,2 km2 et comptait environ 720 habitants en 2011.